# Cabeçudos
Cabeçudos ist ein Ort und eine ehemalige Gemeinde (Freguesia) im Norden Portugals.
Cabeçudos gehört zum Kreis Vila Nova de Famalicão im Distrikt Braga. Die Gemeinde hatte eine Fläche von 3,3 km² und 1464 Einwohner (Stand 30. Juni 2011).
Am 29. September 2013 wurden die Gemeinden Cabeçudos und Esmeriz zur neuen Gemeinde União das Freguesias de Esmeriz e Cabeçudos zusammengeschlossen.